# Чемпионат СССР по лыжным гонкам 1991
62-й лично-командный чемпионат СССР по лыжным гонкам проводился в Сыктывкаре с 22 по 31 марта 1991 года. Разыграно 10 комплектов медалей в гонках на 10 км — классический стиль, 15 км — свободный стиль, 30 км — классический стиль, 50 км — свободный стиль, эстафета 4×10 км (мужчины); в гонках на 5 км — классический стиль, 10 км — свободный стиль, 15 км — классический стиль, 30 км — свободный стиль, эстафета 4х5 км (женщины).

## Медалисты

### Мужчины
|                  | Золото                                                                      | Серебро                                                                            | Бронза                                                             |
| ---------------- | --------------------------------------------------------------------------- | ---------------------------------------------------------------------------------- | ------------------------------------------------------------------ |
| Гонка на 10К км  | Дмитрий Михалев «Динамо» Челябинск                                          | Игорь Бадамшин «Динамо» Свердловск                                                 | Андрей Кириллов Советская Армия Свердловск                         |
| Гонка на 15С км  | Виктор Камоцкий Профсоюзы Минск                                             | Геннадий Лазутин Советская Армия Московская область                                | Игорь Бадамшин «Динамо» Свердловск                                 |
| Гонка на 30К км  | Михаил Девятьяров Советская Армия Московская область                        | Андрей Кириллов Советская Армия Свердловск                                         | Дмитрий Михалев «Динамо» Челябинск                                 |
| Гонка на 50С км  | Игорь Бадамшин «Динамо» Свердловск                                          | Валерий Сулим «Динамо» Витебск                                                     | Андрей Кириллов Советская Армия Свердловск                         |
| Эстафета 4х10 км | «Динамо»-1 Александр Мусихин Сергей Зинченко Дмитрий Михалев Игорь Бадамшин | Советская Армия Андрей Кириллов Михаил Девятьяров Вячеслав Бобров Геннадий Лазутин | «Динамо»-2 Павел Королёв Сергей Крянин Валерий Сулим Максим Козлов |

### Женщины
|                 | Золото                                                                    | Серебро                                                                   | Бронза                                                                                           |
| --------------- | ------------------------------------------------------------------------- | ------------------------------------------------------------------------- | ------------------------------------------------------------------------------------------------ |
| Гонка на 5К км  | Ирина Тараненко Киев Профсоюзы                                            | Ирина Спицына (Шаркова) Советская Армия Архангельск                       | Светлана Камоцкая Профсоюзы Минск                                                                |
| Гонка на 10С км | Ирина Тараненко Киев Профсоюзы                                            | Елена Вяльбе Профсоюзы Магадан                                            | Нина Гаврылюк Профсоюзы Ленинград                                                                |
| Гонка на 15К км | Вера Фёдорова Профсоюзы Московская область                                | Ирина Спицына (Шаркова) Советская Армия Архангельск                       | Раиса Сметанина Профсоюзы Сыктывкар                                                              |
| Гонка на 30С км | Нина Гаврылюк Профсоюзы Ленинград                                         | Наталья Черных Профсоюзы Москва                                           | Наталья Мартынова Советская Армия Иркутск                                                        |
| Эстафета 4х5 км | Профсоюзы-1 Вера Фёдорова Раиса Сметанина Ирина Тараненко Тамара Тихонова | Профсоюзы-2 Светлана Камоцкая Нона Абакумова Наталья Черных Нина Гаврылюк | Советская Армия Гульнара Тухватуллина Татьяна Монахова Ирина Спицына (Шаркова) Наталья Мартынова |

29-й Лично-командный чемпионат СССР в лыжной гонке на 70 км среди мужчин проводился в Апатитах Мурманской области 14 апреля 1991 года.

### Мужчины (70 км)
|                 | Золото                             | Серебро                                  | Бронза                             |
| --------------- | ---------------------------------- | ---------------------------------------- | ---------------------------------- |
| Гонка на 70С км | Игорь Бадамшин «Динамо» Свердловск | Евгений Дуркин Советская Армия Ленинград | Эдуард Мошкин Профсоюзы Свердловск |

Чемпионат СССР в командной гонке на 20 км проводился в Апатитах Мурманской области 13 апреля 1991 года

### Женщины (Командная гонка 20 км)
|                          | Золото                                                                | Серебро         | Бронза   |
| ------------------------ | --------------------------------------------------------------------- | --------------- | -------- |
| Командная гонка на 20 км | Профсоюзы Вера Фёдорова Раиса Сметанина Ирина Тараненко Нина Гаврылюк | Советская Армия | «Динамо» |